# مورشيث غاث

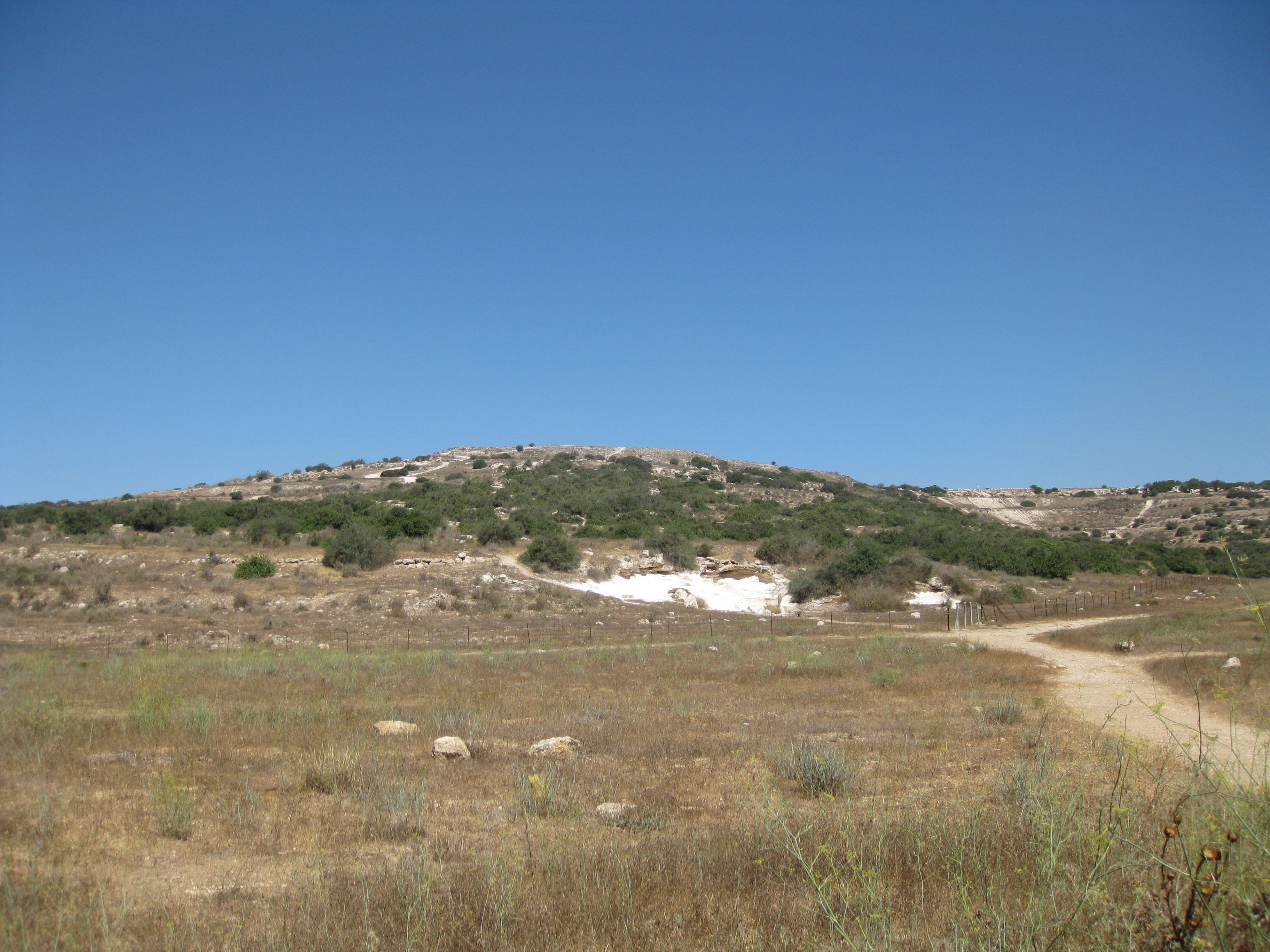
مدينة مورشيش

مورشيث ((بالعبرية: מוֹרֶשֶׁת גַּת)) و تعرف كذلك بـ (مورشيث غاث) كانت مدينة لسبط يهوذا في ممكلة إسرائيل القديمة و ذُكِرت في الكتاب المقدس ، و كانت قائمة في منطقة وادي الخليل.

## تاريخ
ذُكرت كبلدة النبي ميخا في سفره المقدس وسفر إرميا. وربما كانت واحدة من المدن المحصنة في ريهوبام، و عند ذكرها في الكتاب المقدس، غالباً ما تكون متصلة مع لخيش، وقعيلة، وأكزيب، وماريشا.

## انظر ايضاً
- سفر ميخا